# Ibis czarnopióry
Ibis czarnopióry (Threskiornis molucca) – gatunek dużego ptaka z rodziny ibisów (Threskiornithidae). Zamieszkuje Australię, Nową Gwineę, Wyspy Salomona, Małe Wyspy Sundajskie i Moluki. Nie jest zagrożony wyginięciem. W Australii ze względu na skłonności do żerowania w odpadach, jest potocznie nazywany ,,bin bird".

## Systematyka
Gatunek ten po raz pierwszy zgodnie z zasadami nazewnictwa binominalnego opisał w 1829 roku Georges Cuvier. Autor nadał mu nazwę Ibis molucca, a jako miejsce typowe wskazał Moluki. Obecnie gatunek ten umieszczany jest w rodzaju Threskiornis. Wyróżnia się dwa podgatunki:
- T. m. molucca (Cuvier, 1829) – ibis czarnopióry
- T. m. pygmaeus Mayr, 1931 – ibis melanezyjski

Populacje z Australii i południa Nowej Gwinei wydzielano do podgatunku strictipennis, ale nie jest on obecnie uznawany.

## Morfologia

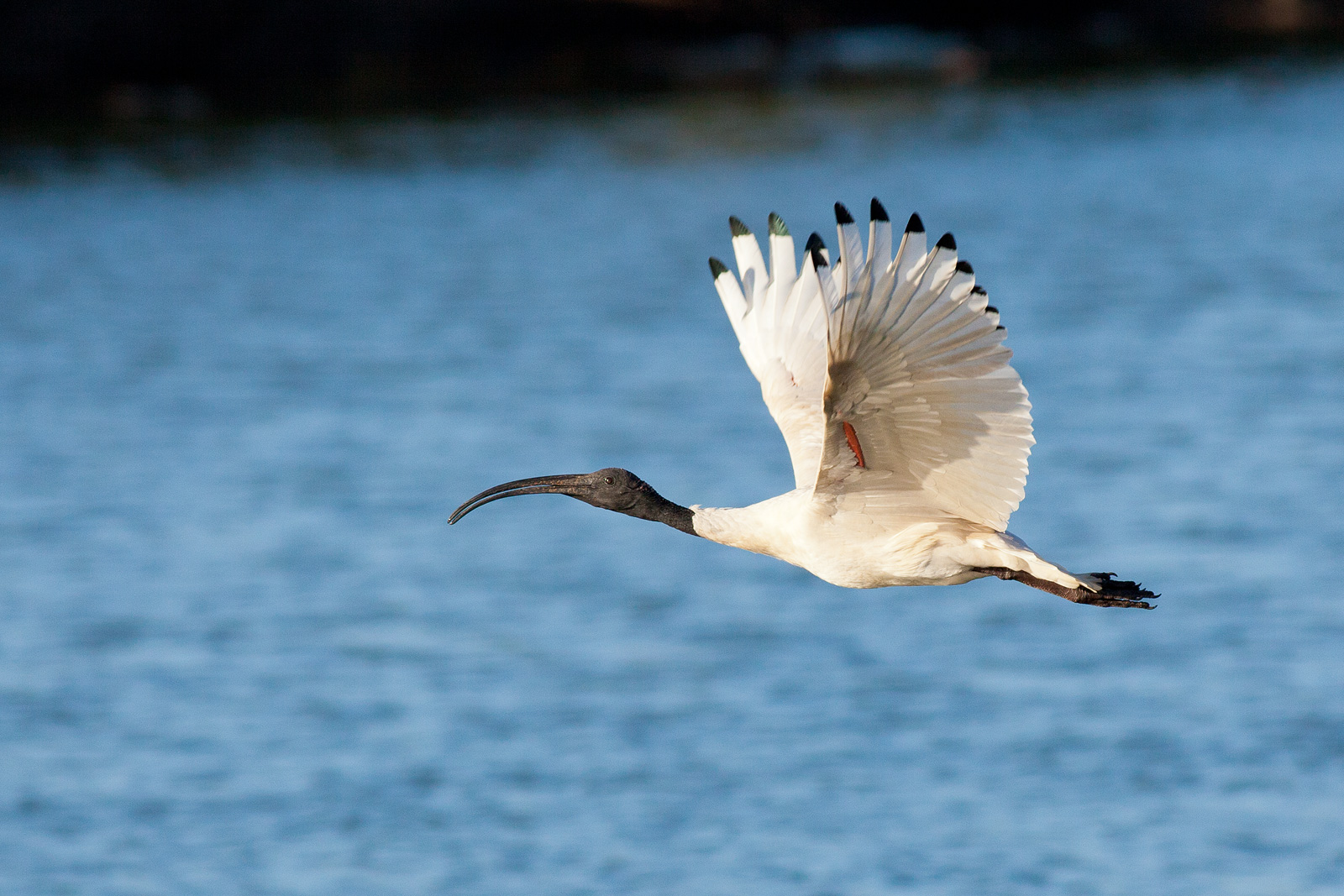
Ibis czarnopióry w locie

Długość ciała wynosi 63–76 cm; masa ciała 1400–2500 g (samica lżejsza); rozpiętość skrzydeł 110–125 cm. Upierzenie całkowicie białe z wyjątkiem czarnych końcówek skrzydeł, które najlepiej widać u odpoczywających ptaków. Głowę pokrywa naga czarna skóra. Dziób czarny, zagięty, nogi długie i czarne.

## Zasięg występowania
Poszczególne podgatunki zamieszkują:
- T. m. molucca – południowe Moluki (na południe od Seram), zachodnia i południowa Nowa Gwinea oraz Australia (z wyjątkiem pustynnego interioru), rzadko spotykany we wschodnich Małych Wyspach Sundajskich.
- T. m. pygmaeus – południowe Wyspy Salomona (Bellona i Rennell)[2].

## Ekologia i zachowanie
Środowiskiem życia ibisów czarnopiórych są płytkie słodkowodne mokradła, estuaria i tereny trawiaste oraz środowiska pochodzenia antropogenicznego, włącznie z miejskimi. Skład pożywienia bardzo zmienny, zależny od środowiska występowania. Ibisy czarnopióre zjadają ryby, płazy, owady wodne i lądowe, mięczaki, kraby, raki oraz odpadki. W większości osiadłe, lecz podejmują nieregularnie nomadyczne wędrówki. Pora lęgowa różna w zależności od stanu wód. Gniazdują w koloniach liczących do 20 tys. par.

## Status
IUCN uznaje ibisa czarnopiórego za gatunek najmniejszej troski (LC, Least Concern) nieprzerwanie od 1988 (stan w 2022).